# Жуан Педру Соржі
Жуан Педру Соржі (порт. João Pedro Sorgi; нар. 18 жовтня 1993) — колишній бразильський тенісист.
Найвищу одиночну позицію світового рейтингу — 251 місце досяг 18 вересня 2017, парну — 263 місце — 30 вересня 2013 року.
Здобув 1 одиночний та 14 парних титулів.

## Гра за національну збірну

### Кубок Девіса
| Всі матчі в Кубку Девіса: 1–2 (Одиночний розряд: 1–2) | Всі матчі в Кубку Девіса: 1–2 (Одиночний розряд: 1–2) | Всі матчі в Кубку Девіса: 1–2 (Одиночний розряд: 1–2) | Всі матчі в Кубку Девіса: 1–2 (Одиночний розряд: 1–2) | Всі матчі в Кубку Девіса: 1–2 (Одиночний розряд: 1–2) | Всі матчі в Кубку Девіса: 1–2 (Одиночний розряд: 1–2) | Всі матчі в Кубку Девіса: 1–2 (Одиночний розряд: 1–2) | Всі матчі в Кубку Девіса: 1–2 (Одиночний розряд: 1–2) | Всі матчі в Кубку Девіса: 1–2 (Одиночний розряд: 1–2) |
| ----------------------------------------------------- | ----------------------------------------------------- | ----------------------------------------------------- | ----------------------------------------------------- | ----------------------------------------------------- | ----------------------------------------------------- | ----------------------------------------------------- | ----------------------------------------------------- | ----------------------------------------------------- |
| Група I зони Америка Кубка Девіса 2018                |                                                       |                                                       |                                                       |                                                       |                                                       |                                                       |                                                       |                                                       |
| Раунд                                                 | Дата                                                  | Суперник                                              | Підсумковий рахунок                                   | Місце                                                 | Покриття                                              | Розряд                                                | Суперник                                              | Rubber Рахунок                                        |
| 1р                                                    | 2-3 лютого 2018                                       | Домініканська Республіка                              | 3–2                                                   | Санто-Домінго                                         | Тверде                                                | Одиночний розряд 1                                    | Хосе Ернандес-Фернандес                               | 6–1, 4–6, 6–7(3–7)                                    |
| 1р                                                    | 2-3 лютого 2018                                       | Домініканська Республіка                              | 3–2                                                   | Санто-Домінго                                         | Тверде                                                | Одиночний розряд 5                                    | Роберто Сід Суберві                                   | 6–7(6–8), 6–1, 6–4                                    |
| 2р                                                    | 6-7 квітня 2018                                       | Колумбія                                              | 2–3                                                   | Барранкілья                                           | Тверде                                                | Одиночний розряд 5                                    | Алехандро Гонсалес                                    | 3–6, 6–7(0–7)                                         |

## Фінали челленджерів і ф'ючерсів

### Одиночний розряд: 11 (1–10)
| Легенда                  |
| ------------------------ |
| Тур ATP Челленджер (0–1) |
| ITF Ф'ючерс (1–9)        |

| Результат | В-П  | Дата     | Турнір                              | Рівень     | Покриття  | Суперник             | Рахунок            |
| --------- | ---- | -------- | ----------------------------------- | ---------- | --------- | -------------------- | ------------------ |
| Поразка   | 0–1  | Лис 2011 | Фос-ду-Ігуасу, Бразилія F40         | Ф'ючерс    | Ґрунт     | Андре Гем            | 3–6, 2–6           |
| Поразка   | 0–2  | Тра 2012 | Манаус, Бразилія F10                | Ф'ючерс    | Ґрунт (i) | Фернандо Ромболі     | 3–6, 4–6           |
| Перемога  | 1–2  | Вер 2013 | Сан-Жозе-ду-Ріу-Прету, Бразилія F10 | Ф'ючерс    | Ґрунт     | Жозе Перейра         | 6–3, 5–7, 7–6(7–4) |
| Поразка   | 1–3  | Сер 2014 | Місьйонес, Аргентина F13            | Ф'ючерс    | Ґрунт     | Ніколас Кікер        | 1–6, 2–6           |
| Поразка   | 1–4  | Лип 2015 | Белград, Сербія F5                  | Ф'ючерс    | Ґрунт     | Максім Жанв'є        | 1–6, 4–6           |
| Поразка   | 1–5  | Вер 2015 | Санта-Фе, Аргентина F12             | Ф'ючерс    | Ґрунт     | Матіас Сукас         | 6–3, 1–6, 3–6      |
| Поразка   | 1–6  | Тра 2016 | Villa María, Аргентина F5           | Ф'ючерс    | Ґрунт     | Хуан Ігнасіо Галарса | 6–7(3–7), 5–7      |
| Поразка   | 1–7  | Чер 2016 | Бергамо, Італія F14                 | Ф'ючерс    | Ґрунт     | Аделькі Вірджилі     | 3–6, 4–6           |
| Поразка   | 1–8  | Гру 2016 | Пунта-дель-Есте, Уругвай F1         | Ф'ючерс    | Ґрунт     | Орландо Луц          | 6–4, 2–6, 2–6      |
| Поразка   | 1–9  | Гру 2016 | Сальто, Уругвай F3                  | Ф'ючерс    | Ґрунт     | Міхаель Лінцер       | 3–6, 0–6           |
| Поразка   | 1–10 | Тра 2017 | Savannah Challenger, США            | Челленджер | Ґрунт     | Тенніс Сендгрен      | 4–6, 3–6           |

### Парний розряд: 27 (17–10)
| Легенда                  |
| ------------------------ |
| Тур ATP Челленджер (0–2) |
| ITF Ф'ючерс (17–8)       |

| Результат | В-П   | Дата     | Турнір                             | Рівень     | Покриття | Партнер              | Суперник                                        | Рахунок                     |
| --------- | ----- | -------- | ---------------------------------- | ---------- | -------- | -------------------- | ----------------------------------------------- | --------------------------- |
| Поразка   | 0–1   | Вер 2011 | Tetra Pak Tennis Cup, Бразилія     | Челленджер | Ґрунт    | Фабрісіо Нейс        | Марсель Фельдер Кайо Замп'єрі                   | 5–7, 4–6                    |
| Поразка   | 0–2   | Лис 2011 | Жуїз-ді-Фора, Бразилія F39         | Ф'ючерс    | Ґрунт    | Габрієл В. Перейра   | Клейтон Алмейда Джошуа Завала                   | 7–6(7–4), 6–7(2–7), [10–12] |
| Поразка   | 0–3   | Лют 2012 | Лажис, Бразилія F7                 | Ф'ючерс    | Ґрунт    | Віктор Майнард       | Мартін Куевас Фабрісіо Нейс                     | 3–6, 3–6                    |
| Поразка   | 0–4   | Кві 2012 | IS Open de Tênis, Бразилія         | Челленджер | Ґрунт    | Андре Гем            | Пауль Капдевіль Марсель Фельдер                 | 5–7, 3–6                    |
| Перемога  | 1–4   | Сер 2012 | Lorena, Бразилія F20               | Ф'ючерс    | Ґрунт    | Жозе Перейра         | Каю Сілва Талес Туріні                          | 3–6, 6–4, [10–8]            |
| Перемога  | 2–4   | Сер 2012 | Сан-Паулу, Бразилія F22            | Ф'ючерс    | Ґрунт    | Фабіано де Паула     | Родрігу-Антоніу Гріллі Андре Мієле              | 6–2, 6–4                    |
| Поразка   | 2–5   | Вер 2012 | Белен (Бразилія), Бразилія F27     | Ф'ючерс    | Тверде   | Ніколас Сантос       | Гільєрме Клезар Фабрісіо Нейс                   | 0–6, 6–7(6–8)               |
| Поразка   | 2–6   | Чер 2013 | Шарм-еш-Шейх, Єгипет F10           | Ф'ючерс    | Ґрунт    | Андре Мієле          | Йоріс Де Лор Єрун Ваннесте                      | 4–6, 4–6                    |
| Перемога  | 3–6   | Чер 2013 | Шарм-еш-Шейх, Єгипет F11           | Ф'ючерс    | Ґрунт    | Андре Мієле          | Євген Єлістратов Андрій Савельєв                | 6–3, 6–3                    |
| Перемога  | 4–6   | Чер 2013 | Шарм-еш-Шейх, Єгипет F12           | Ф'ючерс    | Ґрунт    | Андре Мієле          | Ойстейн Стайру Рьома Слоун                      | 6–4, 6–4                    |
| Перемога  | 5–6   | Чер 2013 | Шарм-еш-Шейх, Єгипет F13           | Ф'ючерс    | Ґрунт    | Андре Мієле          | Омар Джакалоне Франческо Гарцеллі               | 6–2, 2–6, [10–3]            |
| Перемога  | 6–6   | Сер 2013 | Натал, Бразилія F5                 | Ф'ючерс    | Ґрунт    | Андре Мієле          | Едуарду Дішингер Бруно Сант'анна                | 6–4, 6–2                    |
| Перемога  | 7–6   | Сер 2013 | Кампус-ду-Жордау, Бразилія F6      | Ф'ючерс    | Тверде   | Андре Мієле          | Жозе Перейра Алешандрі Цушія                    | 6–4, 6–4                    |
| Перемога  | 8–6   | Вер 2013 | Кашіас-ду-Сул, Бразилія F8         | Ф'ючерс    | Ґрунт    | Фабрісіо Нейс        | Жоао Менезіс Евалду Нету                        | 6–3, 3–6, [10–6]            |
| Поразка   | 8–7   | Вер 2013 | Сан-Жозе-ду-Ріу-Прету, Бразилія F8 | Ф'ючерс    | Ґрунт    | Педру Сакамото       | Андре Мієле Алешандрі Цушія                     | 3–6, 7–6(7–3), [6–10]       |
| Поразка   | 8–8   | Бер 2015 | Guaymallén, Аргентина F1           | Ф'ючерс    | Ґрунт    | Jacob Kahoun         | Ніколас Кікер Матео Н. Мартінес                 | 4–6, 7–6(7–5), [7–10]       |
| Перемога  | 9–8   | Тра 2015 | Перейра, Колумбія F2               | Ф'ючерс    | Ґрунт    | Вілсон Лейте         | Фернандо Ромболі Кайо Замп'єрі                  | 1–6, 6–1, [10–8]            |
| Перемога  | 10–8  | Тра 2015 | Перейра, Колумбія F3               | Ф'ючерс    | Ґрунт    | Вілсон Лейте         | Феліпе Мантілья Хуан Монтес                     | 6–4, 6–4                    |
| Перемога  | 11–8  | Сер 2015 | Сан-Жозе-ду-Ріу-Прету, Бразилія F5 | Ф'ючерс    | Ґрунт    | Фабрісіо Нейс        | Андре Мієле Алешандрі Цушія                     | 3–6, 6–4, [12–10]           |
| Поразка   | 11–9  | Вер 2015 | Буенос-Айрес, Аргентина F11        | Ф'ючерс    | Ґрунт    | Себастьян Е. Піні    | Алан Коен Маріано Кестельбойм                   | 5–7, 4–6                    |
| Перемога  | 12–9  | Тра 2016 | Villa María, Аргентина F5          | Ф'ючерс    | Ґрунт    | Марсело Зорманн      | Маріано Кестельбойм Матіас Сукас                | 6–2, 3–6, [10–2]            |
| Перемога  | 13–9  | Тра 2016 | Villa del Dique, Аргентина F6      | Ф'ючерс    | Ґрунт    | Марсело Зорманн      | Оскар Жозе Гутьєррес Габрієль А. Ідальго        | 6–2, 6–3                    |
| Перемога  | 14–9  | Тра 2016 | Кордова, Аргентина F7              | Ф'ючерс    | Ґрунт    | Марсело Зорманн      | Гільєрмо Рівера Арангіс Хуан Карлос Саес        | 6–4, 3–6, [11–9]            |
| Поразка   | 14–10 | Чер 2016 | Бергамо, Італія F14                | Ф'ючерс    | Ґрунт    | Матео Н. Мартінес    | Якоб Зуде Маттео Воланте                        | 6–2, 1–6, [4–10]            |
| Перемога  | 15–10 | Гру 2017 | Ліма, Перу F1                      | Ф'ючерс    | Ґрунт    | Даніель Елагі Ґалан  | Боріс Аріас Федеріко Себальйос                  | 4–6, 6–4, [10–3]            |
| Перемога  | 16–10 | Бер 2019 | Табарка, Туніс M15                 | Ф'ючерс    | Ґрунт    | Маріано Кестельбойм  | Іманоль Лопе Морільйо Поль Толедо Баге          | w/o                         |
| Перемога  | 17–10 | Лип 2019 | Ліма, Перу M25                     | Ф'ючерс    | Ґрунт    | Каміло Уго Карабельї | Арклон Уертас дель Піно Коннер Уертас дель Піно | w/o                         |